# Félix Forissier
Félix Forissier, né le 17 août 1998, est un triathlète français. Il est spécialisé dans le cross triathlon et la série Xterra. Il est champion du monde de triathlon cross en 2023 et 2025. 

## Biographie
Félix Forissier a été formé à ASM St-Étienne Triathlon 42 de 2013 à 2017. Après une médaille d'argent en 2022 à Târgu Mureș, il est sacré champion du monde de triathlon cross en 2023 à Ibiza.

## Palmarès
Le tableau présente les résultats les plus significatifs (podium) obtenus sur le circuit national et international de triathlon depuis 2021.
| Année | Compétition                              | Pays     | Position          | Temps           |
| ----- | ---------------------------------------- | -------- | ----------------- | --------------- |
| 2025  | Championnats du monde de triathlon cross | Espagne  | Médaille d'or     | 1 h 55 min 0 s  |
| 2023  | Championnats du monde de triathlon cross | Espagne  | Médaille d'or     | 1 h 33 min 19 s |
| 2022  | Championnats du monde de triathlon cross | Roumanie | Médaille d'argent | 2 h 2 min 26 s  |
| 2021  | Championnats d'Europe de triathlon cross | Italie   | Médaille d'argent | 2 h 23 min 21 s |